# De Groenling
De Groenling is een woontoren in de Nederlandse stad Groningen. Het gebouw is voltooid in 2012.

## Beschrijving
De Groenling staat aan het Wielewaalplein in de Oosterparkwijk. Het gebouw, dat werd ontworpen door het Groningse architectenkantoor Bureau Noordeloos, staat met 19 verdiepingen en een hoogte van 62 meter op de elfde plaats in de lijst van hoogste gebouwen van Groningen.
De Groenling is onderdeel van de reconstructie van het winkelcentrum aan het Wielewaalplein, dat sterk verouderd was. Op 27 augustus 2010 gaven wethouder Frank de Vries en Yvonne Geerdink, directrice van woningstichting Lefier het officiële startsein voor de bouw van de toren.
In De Groenling bevinden zich 150 appartementen bedoeld voor jongeren. Voor studenten zijn er huurwoningen beschikbaar op de onderste vijftien verdiepingen. Op de bovenste vier verdiepingen bevinden zich telkens één of twee koopappartementen bedoeld voor starters op de woningmarkt.
De Groenling kenmerkt zich door de uitgesproken groene kleur van de gebruikte bakstenen.

## In het nieuws
Op 25 november 2012 kwam De Groenling, kort na de ingebruikname in het nieuws doordat er een stuk van de gevel waaide na een storm. Het gedeelte van het Wielewaalplein langs de toren werd voor enige weken afgesloten voor al het verkeer.
Op 11 juli 2019 gooide een verwarde vrouw woonkamerspullen naar beneden vanaf de 13e verdieping. Een gedeelte van het wielewaalplein langs de toren werd tijdelijk afgezet om te voorkomen dat het vallende puin iemand zou raken. 